# Kanton Capdenac-Gare
Der Kanton Capdenac-Gare war bis 2015 ein französischer Wahlkreis im Département Aveyron in der Region Midi-Pyrénées. Er umfasste zehn Gemeinden im Arrondissement Villefranche-de-Rouergue, Hauptort (chef-lieu) war Capdenac-Gare. Die landesweiten Änderungen in der Zusammensetzung der Kantone brachten im März 2015 seine Auflösung. Vertreter im conseil général des Départements war zuletzt Bertrand Cavalerie.

## Gemeinden
| Gemeinde          | Einwohner Jahr | Fläche km² | Bevölkerungsdichte | Code INSEE | Postleitzahl |
| ----------------- | -------------- | ---------- | ------------------ | ---------- | ------------ |
| Les Albres        | 335 (2013)     | –          | – Einw./km²        | 12003      | 12220        |
| Asprières         | 710 (2013)     | –          | – Einw./km²        | 12012      | 12700        |
| Balaguier-d’Olt   | 145 (2013)     | –          | – Einw./km²        | 12018      | 12260        |
| Bouillac          | 429 (2013)     | –          | – Einw./km²        | 12030      | 12300        |
| Capdenac-Gare     | 4.516 (2013)   | –          | – Einw./km²        | 12052      | 12700        |
| Foissac           | 447 (2013)     | –          | – Einw./km²        | 12104      | 12260        |
| Naussac           | 356 (2013)     | –          | – Einw./km²        | 12170      | 12700        |
| Salles-Courbatiès | 404 (2013)     | –          | – Einw./km²        | 12252      | 12260        |
| Causse-et-Diège   | 724 (2013)     | –          | – Einw./km²        | 12257      | 12700        |
| Sonnac            | 490 (2013)     | –          | – Einw./km²        | 12272      | 12700        |